# عباس‌آباد (نیمبلوک)
عباس آباد روستایی در دهستان نیمبلوک بخش نیمبلوک شهرستان قائنات استان خراسان جنوبی ایران است. بر پایه سرشماری عمومی نفوس و مسکن در سال ۱۳۹۰ جمعیت این روستا ۱۰۲ نفر (در ۳۱ خانوار) بوده‌است.